# 경주경찰서
경주경찰서(慶州警察署, Gyeongju Police Station)는 경상북도경찰청이 관할하는 경찰서 중 하나이다. 경상북도 경주시 중앙로 63 (동부동 150번지)에 위치하고 있다.
서장은 총경으로 보한다.

## 연혁
- 1906년 8월: 경상북도경무서 경주분서 설치
- 1908년 7월: 경주경찰서로 승격

## 관할 파출소
경주경찰서는 22개의 파출소를 산하에 두고 있다.
| 명칭       | 사진 | 주소                  | 관할구역                         | 치안센터       |
| ---------- | ---- | --------------------- | -------------------------------- | -------------- |
| 역전파출소 |      | 원화로 270            | 황오동, 월성동 일부, 중부동 일부 |                |
| 보문파출소 |      | 경감로 589            | 보덕동                           |                |
| 중앙파출소 |      | 금성로 296-3          | 중부동 일부, 성건동 일부         |                |
| 황남파출소 |      | 포석로 1052           | 황남동 일부                      |                |
| 충효파출소 |      | 충효중앙길 50-5       | 선도동, 황남동 일부              |                |
| 내남파출소 |      | 내남면 포석로 370     | 내남면                           |                |
| 황성파출소 |      | 용담로 11             | 황성동                           |                |
| 성건파출소 |      | 금성로 424            | 중부동 일부, 성건동 일부         |                |
| 현곡파출소 |      | 현곡면 용담로 497     | 현곡면                           |                |
| 동천파출소 |      | 동천면 탈해로 65      | 동천동                           |                |
| 용강파출소 |      | 산업로 4354           | 용강동                           |                |
| 천북파출소 |      | 천북면 동산3길 9      | 천북면                           |                |
| 외동파출소 |      | 외동읍 입실로 81      | 외동읍                           |                |
| 내동파출소 |      | 산업로 2999           | 월성동 일부, 불국동              | 불국사치안센터 |
| 건천파출소 |      | 건천읍 내서로 1109    | 건천읍                           |                |
| 서면파출소 |      | 서면 내서로 425       | 서면                             |                |
| 안강파출소 |      | 안강읍 안강중앙로 223 | 안강읍                           | 옥산치안센터   |
| 강동파출소 |      | 강동면 인동새들길 10  | 강동면                           |                |
| 감포파출소 |      | 감포읍 감포로3길 40   | 감포읍                           |                |
| 양북파출소 |      | 문무대왕면 어일1길 39 | 문무대왕면                       |                |
| 산내파출소 |      | 산내면 의곡중앙길 37  | 산내면                           |                |
| 양남파출소 |      | 양남면 하서중앙길 59  | 양남면                           |                |

## 같이 보기
- 경상북도지방경찰청